# 平群中央公園
平群中央公園（へぐりちゅうおうこうえん）は、奈良県平群町若井にある地区公園である。

## 施設概要
出典
- 多目的グラウンド
  - 陸上競技、サッカー、軟式野球などに使用される。
  - ナイター設備利用可能
- テニスコート
  - ナイター設備利用可能
- ゲートボール場

## 営業時間
出典
- グラウンド
  - 9:00 - 21:00
- テニスコート
  - 7:00 - 21:00（6月 - 10月）
  - 9:00 - 21:00（10月 - 6月）

- ゲートボール場
  - 9:00 - 17:00

- 管理事務所
  - 9:00 - 17:00

## 所在地
奈良県生駒郡平群町若井345番地

## アクセス
- 近畿日本鉄道 竜田川駅（近鉄生駒線）から徒歩10分